# PGC 8609
LEDA/PGC 8609, auch UGC 1729, ist eine Balken-Spiralgalaxie vom Hubble-Typ SBcd im Sternbild Dreieck am Nordsternhimmel. Sie ist schätzungsweise 204 Millionen Lichtjahre von der Milchstraße entfernt und hat einen Durchmesser von etwa 95.000 Lichtjahren.
Im selben Himmelsareal befinden sich unter anderem die Galaxien IC 1784, IC 1785, PGC 8623, PGC 2001999.